# هايدن تورنر
هايدن جيمس تورنر (بالإنجليزية: Hayden James Turner)‏ هو مقدم تلفزيوني أسترالي، ولد في 16 فبراير 1966 في سيدني في أستراليا.